# 特朗普媒体与科技集团
特朗普媒体与科技集团（英語：Trump Media & Technology Group）是总部位于美国的互联网技术及大众媒体公司。公司成立于2021年2月，由美国第45任和47任总统唐纳德·特朗普担任总裁。

## 公司产品
特朗普媒体与科技集团宣布其拥有社交网络产品TRUTH Social、视频点播产品TMTG+及新闻媒体产品TMTG News，并还将在未来推出解决方案堆栈产品。

## 收购上市
TMTG打算利用一家特殊目的收購公司(SPAC) 令其成為上市公司。2021年10月20日，TMTG和已上市的SPAC公司--數字世界收購公司 (DWAC) 宣布，他們已達成最終合併協議，將合併這兩間公司，使TMTG成為一家上市公司。DWAC是在ARC Group的幫助下創建的，ARC Group是一家總部位於上海的公司，專門幫助中國公司在美國股市上市，該公司因虛假陳述空殼公司而成為美國證券交易委員會調查的目標。